# سورن شادونتس
سورن کُستانتینی شادونتس (ارمنی: Սուրեն Կոստանդինի Շադունց؛ ۱۸۹۸ – ۲۱ آوریل ۱۹۳۸) یک سیاست‌مدار ارمنی بود که بین سال‌های ۱۹۳۴ تا ۱۹۳۷ سمت دبیر اولی حزب کمونیست تاجیکستان را بر عهده داشت.
از تاریخ ۵ مه ۱۹۲۲ تا تاریخ ۲۹ ژوئیه ۱۹۲۲ سمت شهردار ایروان را برعهده داشت
وی همچنین برنده جوایزی همچون نشان لنین شده‌است.

## زندگی و حرفه
سورِن شادونتس با تبار ارمنی، در سال ۱۸۹۸ در جبرئیل در استان الیزابتپول امپراتوری روسیه (جمهوری آذربایجان امروزی) متولد شد. تحصیلات ابتدایی خود را در شوشی گذراند. در سال ۱۹۱۷ به عضویت حزب کمونیست اتحاد جماهیر شوروی درآمد. او مدافع آرمان‌های کمونیستی در آذربایجان شد. شادونتس در سال ۱۹۲۱ پس از تأسیس جمهوری ارمنستان کوهستانی به ارمنستان رفت و در نبردها شرکت کرد. پس از فروپاشی این جمهوری، شادونتس در سال ۱۹۲۳ به مقام دبیر اجرایی کمیتهٔ شهرداری ایروان منصوب شد. ریاست اداره منابع آب در کمیساریای مردمی کشاورزی جمهوری سوسیالیستی ارمنستان شوروی به ایشان سپرده شد و تا سال ۱۹۲۷ در این سِمَت کار کرد. در فاصله سال‌های ۱۹۲۸ تا ۱۹۳۱ او ریاست سازمان مدیریت آب ماوراء قفقاز را عهده‌دار بود.
شادونتس در نهایت در سال ۱۹۳۲ رئیس شرکت کشت پنبه در آسیای مرکزی شد و این مقام را برای دو سال حفظ کرد. بلافاصله پس از آن، دبیر دفتر آسیای مرکزی حزب کمونیست شوروی شد. سال بعدش (در ۱۹۳۵) شادونتس به عنوان دبیر اول جمهوری سوسیالیستی تاجیکستان شوروی گمارده شد. در همان سال به وی نشان لنین برای دستاوردهای برجسته در عرصه کشاورزی و پیشی گرفتن از برنامه‌های دولتی، اعطا شد.
شادونتس طی یک سفر کاری در مسکو به اتهام فعالیت‌های «ضد انقلاب» دستگیر شد و حکم اعدام او صادر گردید. این حکم در سال ۱۹۳۸ اجرا شد.
سرانجام در سال ۱۹۵۷ اعتبار و خوشنامی شادونتس دوباره اعاده شد.